# Gornet (Prahova)
Pour les articles homonymes, voir Gornet.
Gornet (parfois appelée Gornet-Cuib) est une commune roumaine du județ de Prahova, dans la région historique de Valachie et dans la région de développement du Sud.

## Géographie
La commune de Gornet est située dans le centre-est du județ, dans les collines du piémont des Carpates courbes, à 14 km au sud-est de Vălenii de Munte et à 21 km au nord-est de Ploiești, le chef-lieu du județ.
La municipalité est composée des quatre villages suivants (population en 1992) :
- Bogdănești ;
- Cuib (353) ;
- Gornet (2 487), siège de la commune ;
- Nucet (316).

## Politique
| Identité                | Période | Période  | Durée  |
| Identité                | Début   | Fin      | Durée  |
| ----------------------- | ------- | -------- | ------ |
| Nicolae Negoițescu (d), | 2012    | En cours | 13 ans |

## Démographie
Lors du recensement de 2011, 98,63 % de la population se déclarent roumains (1,36 % ne déclarent pas d'appartenance ethnique).
De plus, 98,36 % déclarent être chrétiens orthodoxes (1,36 % ne déclarent pas d'appartenance religieuse et 0,27 % déclarent appartenir à une autre ethnie).

## Économie
L'économie de la commune repose sur l'agriculture (vergers, vignes) et sur l'extraction du pétrole.

## Communications

### Routes
La route régionale DJ231 se dirige vers Păcureți au nord-est et vers Măgurele, la nationale DN1A et la vallée de la Teleajen au sud-ouest.